# Атички календар
Атички календар је календар који је коришћен у старој Атици, првобитној територији старог Атинског полиса. Овај чланак у средишту пажње има 5. и 4. век п. н. е., класични период који је произвео нека најзначајнија дела старе грчке књижевности. Због релативног богатства доказа из Атине, њега најбоље разумемо од свих хеленских календара. Виђено са тачке гледишта модерног грегоријанског календара, овај стари календарски систем има необичне особине. Због тога и јесте занимљив: као културни артефакт, он нам отвара прозор у менталитет оних који су га користили.
Иако релативно обилни, докази о атичком календару су још шаролики и често противречног тумачења. Ниједан савремени извор не описује систем у целини, јер им је био очигледан и свима познат. Поред тога, у поменутом периоду дошло је до промена, које нису све добро схваћене. Због тога, сваки опис може бити само неизвесна реконструкција. Узмите у обзир да су у овом контексту „атински“ и „атички“ синоними.

## Локални фокус календара
Атички календар је био искључиво локални феномен, коришћен да регулише унутрашње послове Атињана, с мало значаја за спољни свет. Рецимо, одмах преко границе, у Беотији, не само да су месеци имали другачија имена, већ је и година почињала зими, око краткодневице. У Атини је година почињала шест месеци касније, мало после дугодневице. Поред тога, требало је да грчки месеци почињу првим виђењем младог Месеца, али ово је било одређивано локално и неистовремено. У многим годинама би се месеци у две заједнице мање-више поклапали, али нема знакова да су покушавали да потпуно ускладе дане у месецу: они нису видели разлога за то. Разлике између ових суседних календара су вероватно одражавале традиционално непријатељство између два насеља. Да су Беоћани говорили јонским дијалектом, као Атињани, можда би бар било преклапања у именима месеци. Пример овога је јонско острво Делос, где су се четири од дванаест месеци звала исто као у атинском, али нису била на истом месту у години. И тамо је година почињала око краткодневице, као у Беотији, упркос Атинске доминације од око 479. до 314. п. н. е.

## Више од једног календара
Атињани су заправо живели под неколико истовремених календара, који су коришћени за утврђивање дана у разне сврхе. Колико је неки календар значио појединцу, морало је зависити од његовог начина живота и места у друштву. Могли бисмо их овако изложити:
- Фестивалски календар, са 12 месеци одређених на основу месечевог циклуса
- Календар демократске државе, са 10 арбитрарно одређених месеци
- Пољопривредни календар годишњих доба, са изласцима звезда као индикаторима проласка времена

## Фестивалски календар

### Списак месеци
Није сачуван ниједан списак у коме би била наведена имена свих дванаест месеци по реду, али следећа реконструкција је извесна. Узмите у обзир и да је овде сугерисана корелација између атинских и грегоријанских месеци уопштена и да се у неким годинама могла разликовати и више од једног месеца.
| Лето    | Лето         | Лето              |
| ------- | ------------ | ----------------- |
| 1       | Hekatombaion | Јун/Јул           |
| 2       | Metageitnion | Јул/Август        |
| 3       | Boedromion   | Август/Септембар  |
| Јесен   |              |                   |
| 4       | Pyanepsion   | Септембар/Октобар |
| 5       | Maimakterion | Октобар/Новембар  |
| 6       | Poseideon    | Новембар/Децембар |
| Зима    |              |                   |
| 7       | Gamelion     | Децембар/Јануар   |
| 8       | Anthesterion | Јануар/Фебруар    |
| 9       | Elaphebolion | Фебруар/Март      |
| Пролеће |              |                   |
| 10      | Mounichion   | Март/Април        |
| 11      | Thargelion   | Април/Мај         |
| 12      | Skirophorion | Мај/Јун           |

### Лунисоларни календар
Година је требало да почиње првим виђењем (опажањем) младог месеца после летњег солстицијума тј. дугодневице. Солстициј ("сунцостај") је када Сунце, које је од зиме било све више изнад хоризонта у тренутку поднева, као да застане два-три дана пре него што почне да се спушта назад ка обзорју. Дугодневица би се у идеалном случају догодила током задњег месеца у години. Први дан нове године би онда био дан после оне вечери када би први пут био виђен (стварно или претпостављено) танки срп младог месеца. Пошто је однос између солстиција и младог месеца променљив, нова година би се шетала у опсегу од једног месеца у односу на датум по грегоријанском календару. Ово повезивање Сунца и Месеца значи да је календар био лунисоларан
Дванаест лунарних месеци траје око 354 дана, око једанаест дана краће од соларне године. По чисто лунарном календару какав је исламски, месеци клизе уназад током година и сваки месец може пасти у било које годишње доба. Пошто Грчка има изражена годишња доба, ово није прихватљиво. Везивањем почетка године са дугодневицом, Атињани су омогућили да месеци буду у вези са годишњим добима, уз извесну еластичност. Да би се решило питање разлике од једанаест дана између лунарне и соларне године, морао је бити уметан додатни месец око сваке треће године, чиме је настајала преступна година од 384 дана. Тако би године уобичајено имале 12 лунарних месеци (циклуса) а када би било процењено да су месеци отклизали довољно уназад, била би употребљена година од 13 месеци како би се опет сложиле лунарна и соларна година. Овај додатни месец је био понављање постојећег месеца тј. исто име месеца је употребљено двапут заредом. Обично се помиње шести месец Poseidon као поновљени месец, али забележени су и примери неких других месеци. (Hannah 2005: 43).
Постојали су разни циклуси за одређивање којим годинама треба тринаести месец. Циклус од 19 година, познат као Метонски циклус (или Метонов циклус) којег су у Атини у 5. веку п. н. е. развили астрономи Метон и Еуктемон, је могао бити коришћен за прецизно усклађивање лунарне и соларне године, али нема знака да је тако и било. Календаром се изгледа управљало на ad hoc бази.

### Имена месеци
Прва сврха овог календара је била одређивање дана за религијске фестивале. Они су обухватали много ширу лепезу активности него што реч „религијски“ сугерише и били су окосница градског живота. Атински месеци су именовани по боговима и фестивалима. По овоме се календар разликовао од месопотамског узора који лежи иза свих грчких лунарних календара. Нпр. у сумерском и бабилонском прототипу, месеци су именовани по главној пољопривредној активности у том месецу. Многи атински фестивали су заиста имали везе са разним фазама пољопривредног циклуса, попут фестивала сетве и жетве. Вероватно је ово доприносило потреби да се усклађују лунарна и соларна година, мада то није увек постизано. Ипак, фармерска година није била приоритет календара.
Jane Ellen Harrison је анализирала атичке фестивале у Prolegomena to the Study of Greek Религион (1903) и одмах приметила да су неки фестивали дали име месецу у којем су обележавани и да са изузетком Дионизије ниједан фестивал није директно назван по неком олимпијском или неком другом божанству. (Harrison pp. 30).
Шести месец у Атини, Poseidon, је име добио директно од бога Посејдона. Богови се чешће појављују под култном титулом (именом или аспектом под којим се бог поштује на поједином фестивалу). Примери су Maimakterion, назван по Зевсу „Гневном“ и Metageitnion по Аполону као помагачу колониста. Од свих месеци само је осми, Antesterion, назван директно по великом фестивалу који се славио у том месецу (Антестерија). Иако су неки фестивали по којима су названи месеци били релативно важни, као Pyanepsia, Thargelia и Skira, неке од највећих прослава у животу града нису признате називом месеца. Примери су Дионизија одржавана у Elaphebolion-u (9. месец) и Панатенаја, индиректно призната у 1. месецу Hekatombaion-у, названом по „хекатомби“, жртвовању „стотине волова“ одржаваном последње ноћи Панатенаје. Чешће је месец назван по неком мањем или застарелом фестивалу. Нпр. поменути месец, Metageitnion, други по реду, је назван по Аполоновој култној титули, али нема трага од фестивала тог имена. Исто важи и за 5. и 6. месец, Maimakterion и Poseidon.
Календари јонских градова на обали Мале Азије често имају исте називе за месеце као и Атина. Рецимо Милет има четири иста назива-Thargelion, Metageitnion, Boedromion и Pyanepsion, овај последњи је чак на истом, четвртом, месту у оба града. По традицији, ове јонске градове су основали колонисти са Атике (можда око 1050. п. н. е.). То би могло значити да се атински називи месеци односе на распоред фестивала превазиђен пре више стотина година.
У Атини је било око 80 годишњих прослава и један број месечних светих дана груписаних на почетку сваког месеца. То су често били рођендани богова, јер су се за Грке рођендани понављали месечно а не годишње:
- 1. дан: Млади Месец
- 2. дан: Agathos Daimon
- 3. дан: Атенин рођендан
- 4. дан: Херакле, Хермес, Афродита и Ерос

- 6. дан: Артемидин рођендан
- 7. дан: Аполонов рођендан
- 8. дан: Посејдон и Тезеј (Mikalson 1975: 24)

Обично није дозвољавано да истог дана буду месечни и годишњи фестивали. То значи да је сваки фестивалски месец имао уводну фазу са истим обичајима и прославама а у корпусу сваког месеца је постојао особен распоред фестивалских дана. Паралелна функција овог календара је била и позиционирање неких 15-ак забрањених дана, када су избегавани послови.

### Дани у месецу
Отрилике су се смењивали месеци од 29 и 30 дана, јер синодички месец (период између истих мена) траје око 29,5 дана. Ипак, уместо да следи утврђени образац (као у грегоријанском календару), трајање сваког месеца је било објављивано пред његов крај, у покушају да се први дан следећег месеца веже са долазећим младим Месецом. Кратки месеци од 29 дана су називани „шупљим“ а они од 30 „пуним“.
Сваки месец је дељен у три фазе од по десет дана повезаних са растућим, пуним и опадајућим месецом. Именовање ових дана је било компликовано. Први дан месеца је једноставно био noumenia или млади месец, што је име коришћено у свим грчким календарима. Одатле су дани нумерисани до 20-ог дана. У последњој трећини месеца бројање се окретало и одбројавало се уназад од 10-ог до последњег дана. Само је средњи период имао бројеве дане изнад 10 а и ови су често називани у стилу „трећи преко десет“ итд. У „крилима“ месеца, нумерисани дани су ишли од 2 до 10 па од 10 до 2. Дани у овим деловима месеца су називани партиципом „растући“ и „опадајући“ уз име месеца. У средишту месеца су бројеви били недвосмислени па није било потребе за овим, мада је касније кориштен израз „средина месеца“. Последњи дан месеца је називан hena kai nea тј. „стари и нови“. Ово име је особито за Атину и представља овај дан као мост између два месеца или две Месечеве мене. Другде у Грчкој овај дан је обично просто називан тридесетим.
Уместо да мисли о месецу као о простом трајању од 30 дана, овај троделни образац нумерисања се фокусира на сам Месец. Нарочито опадајући дани 10-2. и растући дани 2-10. уоквирују кључни тренутак у коме Месец нестаје и затим се опет појављује.
Дан је по овом обрасцу могао бити назван: „трећи (дан) Таргелиона опадајућег“, што означава 28. месеца Таргелиона.

| Месец расте | Месец пун  | Месец опада  |
| ----------- | ---------- | ------------ |
| Млади Месец | 11.        | каснији 10.  |
| 2. растући  | 12.        | 9. опадајући |
| 3. растући  | 13.        | 8. опадајући |
| 4. растући  | 14.        | 7. опадајући |
| 5. растући  | 15.        | 6. опадајући |
| 6. растући  | 16.        | 5. опадајући |
| 7. растући  | 17.        | 4. опадајући |
| 8. растући  | 18.        | 3. опадајући |
| 9. растући  | 19.        | 2. опадајући |
| 10. растући | ранији 10. | Стари и Нови |

Да сажмемо дане са посебним именом:
- Први дан: noumenia или млади Месец
- Последњи дан: hena kai nea или „стари и нови"
- 20. дан: „каснији 10." Атички месец је имао три „десета“ дана (што би одговарало 10-ом, 19-ом, и 20-ом дану). То су били:
  - 10. дан: 10. растућег месеца
  - 19. дан: ранији 10.
  - 20. дан: каснији 10.

Ова чудна јукстапозиција два десета дана треба да нагласи прелаз у опадајућу Месечеву фазу.
Када месец траје 29 уместо 30 дана ("шупљи“ месец), последњи дан месеца ("Стари и нови") се премештао на претходни дан, чиме имамо "2. дан опадајућег месеца“ (29. по реду) преименован у крај месеца.

## Државни календар
Атињани су, као и остали Јонци, били подељени у четири племена (трибе). Иако ове трибе никада нису укинуте, једна од кључних реформи приликом настанка демократије иза 506. п. н. е. било је распоређивање грађана по новом систему десет триба, чиме је требало обезбедити једнако учешће целе заједнице. Од тог тренутка број десет ће постати нека врста симбола демократије, јер је много грађанских активности обављано кроз ових десет триба (10 генерала је водило 10 регименти, 10 скупова јавних судија, 10 ризничара Делијске лиге...).
Ово децимално уређивање се протегло и на стварање додатног календара са десет месеци. Сваке године је свака триба слала 50 чланова у веће 500 (Булу) које је играло важну улогу у управљању градом. Свака трибална педесеторица је била на дужности десети део године, једна трећина од њих непрекидно у комори већа као извршни комитет за државу. Њихов период службе се називао пританија или државни месец.
Овај календар се у 5. столећу п. н. е. заснивао на Сунцу и користио годину од 365 или 366 дана и није обраћао пажњу на Месечеве мене. Десет пританија је вероватно било расподељено у шест месеци од 37 дана а затим у четири месеца од по 36 дана. Ово би било паралелно аранжману из 4. века, датом доле.
Из неколико сачуваних синхронизованих датирања је очигледно да политичка и фестивалска година нису морале почети или се завршити истог дана. Политичка нова година се могла разликовати за 15 дана у оба смера од почетка фестивалске године. Овај стање је познато од 420-тих, није јасно да ли је тако било од почетка 10-омесечног система.
Ипак, од 407. п. н. е. два календара су почињала и завршавала се истог дана. Од тада, како је описано у Атинском уставу из 4. века, грађанска година је овако изгледала:
- месеци 1-4 су трајали 36 дана (39 у преступним годинама?)
- месеци 5-10 су трајали 35 дана (38 у преступним годинама?)

У месецима у којима је у фестивалски календар био уметнут додатни месец, политички месеци су вероватно продужени на 39 или 38 дана, чиме би била одржана равнотежа између триба. Али за то нема доказа.
Ови политички месеци нису имали имена, али су били нумерисани и дати заједно са именом председавајуће трибе (која је била одређивана коцком на крају претходног мандата, тако да име трибе није указивало на годишње доба. И дани су били нумерисани и то једноставним низом од 1 до укупног броја дана месеца.
Једна од главних улога грађанског календара је била заказивање четири заседања скупштине које је требало одржати сваке пританије. Ако је могуће, заседања није требало одржавати на фестивалске дане, укључујући и оне месечне, на почетку сваког месеца. Зато су седнице биле збијене мало више при крају месеца, тако да избегавају фестивале, нарочито оне веће. Датум/надневак по овом календару би могао гласити "33. дан у 3. пританији, оној трибе Erechtheis". Ово је стил коришћен у атинским државним документима, (сачуваним само у виду натписа). Понекад се додавао и датум по фестивалском календару.

### Манипулација календара
О календару се одлучивало скоро из месеца у месец, на основу непосредних интереса, политичких или војних. Био је под контролом магистрата који нису били астрономи. Расправља се о томе колико је ово мешање било грубо. Неки учењаци верују да ако би дан фестивала падао на дан потребан за заседање скупштине, могао је бити уметан додатни дан понављањем дана истог имена.
Постоје јасни докази да је ово касније рађено. У Атини 271. п. н. е., баш пред Велику Дионизију, уметнута су четири дана између 9. и 10. Елафеболиона, чиме је календар паузиран. Овим се вероватно добило додатно време за увежбавање изведби трагедија и комедија. Имамо сличну причу из Аргоса: да не би ратовали за време светог месеца Karneios-а, зауставили су календар како би добили неколико додатних дана за рат. Али њихови савезници су одбили ту идеју и отишли. (Тукидид 5.54). У Аристофановим „Облакињама“, комедији из 423. п. н. е., постоји говор у коме се Месец жали да се Атињани играју месецима, „померају их горе-доле“ тако да су људске активности и божански поредак потпуно растројени. „Када би требало да приносиш жртве, ти мучиш и судиш“ (Облакиње 615-26). Календар је у 2. столећу п. н. е. био толико одвојен од Месечевог циклуса да је лунисоларни датум био даван под два наслова, један „према богу“, где се свакако мисли на Месец, и други „према архонту", тј. према самом фестивалском календару.

## Датирање дугорочних догађаја
Данашњи календар не регулише само текућу годину, већ је и део хронологије који омогућава датирање догађаја далеко у будућност и прошлост. Тако датум/надневак укључује дан, месец и годину. Насупрот томе, атички календар се мало интересовао за сређивање низа година. Као и у већини грчких градова, година се идентификовала по имену једног од годишњих магистрата, у Атини познат као епонимни архонт. То значи да се секвенца година упоређивала са одговарајућим списком имена. Уместо навођења нумерисане године, година би се могла лоцирати у времену изреком да се нешто догодило „када је X. био архонт“. Ово је омогућавало да се године нанижу у времену неколико генерација у прошлост, али није било начина за датирање унапред ван обичног људског рачунања ("десет година од сад“...). Није постојало столеће подељено у деценије/десетљећа као данас. Био је важан 4-годишњи циклус: у Атини је фестивал Панатенаја раскошније слављен сваке четврте године, као Велика Панатенаја. Али ово није коришћено за датирање.
Овај календар такође није омогућавао датирање у панхеленском смислу. Грчки историчар Тимеј са Сицилије је употребљавао 4-годишње Олимпијаде, али ово вероватно никада није било значајно на локалном нивоу.

## Звездани (сидерални) календар
Трећи календар који је регулисао животе Атињана беше соларни или сезонски (тј. годишњих доба). Као такав, био је фундаменталан за сезонске активности попут обраде земље и морепловства. Унутар широке поделе на год. доба, ослањао се на изласке и заласке звезда како би се означиле прецизније тачке у времену. Излазак звезде је дан када се поједина звезда или сазвијежђе, које је било испод хоризонта током ноћних сати, први пут појави после заласка Сунца. Различити изласци звезда су били повезани с разним сеоским пословима, као што је жетва: Хесиод у „Пословима и данима“ саветује пољоделце да жању када Плејаде излазе (што другде означава крај пролећа). Такав систем је био део опште грчке традиције, али се уклапао у локалну географију и околности.
Грци нису сматрали да годишња доба деле годину у четири подједнака блока, већ да су пролеће и јесен кратки прирепци главних доба, Лета и Зиме. Ове поделе су могле бити формализоване коришћењем изласка или заласка звезда у односу на еквиноксе. Тако је, рецимо, у једном медицинском тексту зима дефинисана као период између заласка Плејада и пролећа. (Хипократ (О Владању 3.68.2).
Старија традиција, виђена у Хесиодовим „Пословима и данима“, је проширена астрономским истраживањима, тако да су припремљени звездани календари, звани парапегма. То су биле камене или дрвене таблице са пописаним астрономским догађајима, са рупицом поред сваког догађаја у коју се могао стављати клин. Редови празних рупица су коришћени за бројање „празних дана“ између значајних небеских догађаја. Ове таблице су често постављане на градске тргове (агора), чиме је јавност имала увид у напредовање године. Иако је овај систем био незамењив за појединчев осећај протицања године, он једва да се пресецао са фестивалским или државним календаром. Ови су били „грађанскијег“ карактера и било им је потребно управљање да би одржали усклађеност са годином годишњих доба. Сезонски и звездани календар су са своје стране били имуни на људско уплитање. Тако је Тукидид (2.78.2) могао датирати догађај на односу изласка звезде Арктур, без залажења у џунглу разноликих календара градова-држава.